# Chaetomymar dei
Chaetomymar dei är en stekelart som först beskrevs av Girault 1922.  Chaetomymar dei ingår i släktet Chaetomymar och familjen dvärgsteklar. Inga underarter finns listade i Catalogue of Life.